# گریگوری (آرکانزاس)
گریگوری (به انگلیسی: Gregory) یک منطقهٔ مسکونی در ایالات متحده آمریکا است که در شهرستان وودراف، آرکانزاس واقع شده‌است. گریگوری ۶۰٫۹۶ متر بالاتر از سطح دریا واقع شده‌است.